# Safarowski selsowet
Der Safarowski selsowet (russisch Сафаровский сельсовет) ist eine Landratsgemeinde (selsowet) in Russland. Sie liegt im Tschischminski rajon der Republik Baschkortostan. Verwaltungssitz ist das Dorf Safarowo.

## Dörfer
In der Landratsgemeinde liegen folgende Dörfer:
- Safarowo (russisch Сафарово)
- Jaschkei (russisch Яшикей)
- Karamaly (russisch Карамалы)
- Kuschlak (russisch Кушкуак)
- Urdjak (russisch Удряк)

## Demographie
| Jahr | Einwohner |
| ---- | --------- |
| 2002 | 1509      |
| 2009 | 1607      |
| 2010 | 1554      |
| 2012 | 1539      |
| 2013 | 1527      |
| 2014 | 1471      |
| 2015 | 1481      |
| 2016 | 1470      |
| 2017 | 1458      |